# Bernardine de Neeve Prijs
De Bernadine de Neeve prijs is een Nederlandse kunstprijs die uitgereikt wordt door de Vereniging van Vrienden van Modern Glas aan glaskunstenaars uit Nederland en België. Het is een aanmoedigingsprijs die wordt uitgereikt ten behoeve van hun artistieke ontwikkeling. De prijs is genoemd naar Bernardine de Neeve, hoofdconservator voor kunstnijverheid bij Museum Boijmans Van Beuningen. De prijs wordt eens in de drie jaar uitgereikt.

## Genomineerden en winnaars
| Jaar | Genomineerden en winnaars |
| ---- | --- |
| 1992 | Joost Bicker Caarten, Peter Bremers, Ceciel van Dooren, Vincent van Ginneke, Frank van den Ham, Bernard Heesen, Peter Hengst, Richard Price, Olaf Stevens, Winnie Teschmache (winnaar), Yvon Trossel (winnaar) |
| 1995 | Joost Bicker Caarten, Anna Carlgren, Jens Pfeifer, Jelena Popadic, Richard Price, Simsa Cho, Arnout Visser, Lisa Gherardi (winnaar)                                                                            |
| 1998 | Philippe Edwards, Laura Heyworth, Deborah Hopkins, Jens Pfeifer, Caroline E. Prisse, Rob van der Ven, Hans van Bentem (winnaar)                                                                                |
| 2002 | Patula Berm, Menno Jonker, Dafna Kaffeman, Caroline E. Prisse, Gareth Noel Williams, Laura Heyworth (winnaar)                                                                                                  |
| 2005 | Helena Kågebrand, Katrin Maurer, Katja Prins, Janine Schimkat, Ellen Urselmann, Gareth Noel Williams (winnaar)                                                                                                 |
| 2008 | niet uitgereikt |
| 2011 | Tara Woudenberg, Anna ter Haar en Xandra Paijmans-Bremers, Ilse van Roy, Katrijn Schatteman en Mariken Dumon (winnaar).                                                                                        |
| 2015 | Katrin Maurer, Sylvie Vandenhoucke, Jan van den Dobbelsteen (winnaar) |
| 2018 | Arnoud Visser, Joost Bicker Caarten en Jan Doms (winnaar) |
| 2021 | Nataliya Vladychko, Judith Roux (winnaar), Jenny Ritzenhoff |
| 2024 | Patricia Overdam, Krista Israel, Florian van Dalen (winnaar) |